# مانوئل اسکالیس
مانوئل اسکالیس (انگلیسی: Manuel Scalise؛ زادهٔ ۲۸ اوت ۱۹۸۱) بازیکن فوتبال اهل ایتالیا است.
از باشگاه‌هایی که در آن بازی کرده‌است می‌توان به باشگاه فوتبال سالرنیتانا، البیا کالچو ۱۹۰۵، باشگاه فوتبال آسکولی، و باشگاه فوتبال آلساندریا اشاره کرد.